# Hannover-Express-Klasse
Die Hannover-Express-Klasse, später Kiel-Express-Klasse, ist eine Baureihe von acht Panamax-Containermotorschiffen der Hamburger Reederei Hapag-Lloyd. Die zwischen 1991 und 1994 hergestellten Containerschiffe der vierten Generation zählten bei ihrem Bau zu den größten ihrer Art.

## Beschreibung
Der Schiffstyp der Hannover-Express-Baureihe wurde von der südkoreanischen Werft Samsung Heavy Industries gebaut und war eine konsequente Weiterentwicklung der Bonn-Express-Klasse, den die Howaldtswerke-Deutsche Werft in Kiel mit der Hapag-Lloyd innerhalb des Projekts Schiff der Zukunft entwickelten. Sie verfügen daher über Ruderhäuser mit optimierter Rundumsicht und am Heck angeordnete Freifallrettungsboote. Schiffbaulich warteten die in Zusammenarbeit mit dem Germanischen Lloyd entwickelten Rümpfe mit einer Neuheit auf. Bei ihnen wurde erstmals ein Panamax-Entwurf ohne Längsherfte, wie sie bisher bei Containerschiffen dieser Größe zur Sicherstellung der Längsfestigkeit und als Unterbau der Lukendeckel üblich waren, realisiert. Die Vorteile der neuartigen Konstruktion liegen im größeren Laderaumvolumen und den verringerten Baukosten. Die Gesamtkapazität beträgt etwas über 4400 TEU, es sind 452 Anschlüsse für Kühlcontainer vorhanden.
Die Schiffsaufbauten sind etwa auf vier Fünftel der Länge achtern angeordnet. Die verwendeten Hauptmotoren wirken direkt auf einen Festpropeller und zählten seinerzeit zu den leistungsfähigsten Dieselmotoren auf dem Markt.
Das Typschiff, die Hannover Express wurde am 4. Juni 1990 auf Kiel gelegt, am 27. Oktober desselben Jahres zu Wasser gelassen und im Februar 1991 in Dienst gestellt. Das letzte, Schiff der Serie, die Hamburg Express, wurde 1994 abgeliefert. Alle Schiff der Klasse wurden im Liniendienst zwischen Europa und Ostasien eingesetzt.

## Die Schiffe
| Hannover-Express-Klasse | Hannover-Express-Klasse | Hannover-Express-Klasse | Hannover-Express-Klasse            | Hannover-Express-Klasse                                                                    |
| Schiffsname             | Bau- nummer             | IMO-Nr.                 | Stapellauf / Ablieferung           | Umbenennungen und Verbleib                                                                 |
| ----------------------- | ----------------------- | ----------------------- | ---------------------------------- | ------------------------------------------------------------------------------------------ |
| Hannover Express        | 1075                    | 8902539                 | 27. Oktober 1990 / Februar 1991    | Juni 2007: Kiel Express, im März 2015 zum Abbruch in Xinhui eingetroffen                   |
| Leverkusen Express      | 1076                    | 8902541                 | 9. Februar 1991 / Mai 1991         | August 2012: Portland Express, April 2015: HH Johanna, 2016 verschrottet                   |
| Dresden Express         | 1077                    | 8902553                 | 25. Mai 1991 / September 1991      | März 2015: HH Emilia, 2016 verschrottet                                                    |
| Hoechst Express         | 1078                    | 8902565                 | 14. September 1991 / Dezember 1991 | März 2015: Kalliopi R.C., 2016 verschrottet                                                |
| Ludwigshafen Express    | 1079                    | 8902577                 | 21. Dezember 1991 / März 1992      | März 2012: Atlanta Express, März 2015: Dimitrios C, 2016 verschrottet                      |
| Essen Express           | 1090                    | 9036909                 | 17. April 1993 / Juli 1993         | März 2013: Boston Express, HH Nikol C., am 1. Januar 2016 zum Abbruch in Alang gestrandet. |
| Stuttgart Express       | 1096                    | 9038907                 | 18. September 1993 / Dezember 1993 | Mai 2015: MSC Roberta, Oktober 2022: MSC Roberta V                                         |
| Hamburg Express         | 1097                    | 9038919                 | 15. September 1994 / Dezember 1994 | August 2001: Paris Express, im Februar 2015 zum Abbruch in Xinhui eingetroffen             |